# Alionematichthys shinoharai
Alionematichthys shinoharai är en fiskart som beskrevs av Møller och Werner Schwarzhans 2008. Alionematichthys shinoharai ingår i släktet Alionematichthys och familjen Bythitidae. Inga underarter finns listade i Catalogue of Life.